# Енгалычевский (платформа)
Енгалычевский — остановочный пункт Приволжской железной дороги на  
линии Ртищево — Саратов (линия электрифицирована), расположен в Аткарском районе Саратовской области. Осуществляется пригородная перевозка пассажиров на Саратов, Ртищево.

## Деятельность
Продажа пассажирских  билетов.